# 吸血鬼王子
《吸血鬼王子》（英語：The Vampire Prince）是愛爾蘭作家向達倫所寫的《向達倫大冒險》系列第六部作品。

## 故事情節
向達倫為了躲避吸血魔而掉到山溪，後來順著水流被沖離吸血鬼山。他最後漂流到了淺灘並爬上溪岸，可是渾身是傷，生命危在旦夕。 在小狼魯迪一家的幫助之下，向達倫得以回到吸血鬼山。當他回到吸血鬼山後，便立刻與西霸揭發了柯達和吸血魔的陰謀，並用「蜘蛛行動」成功戰勝吸血魔，而柯達也以叛徒的罪名在死亡大廳被判死刑。可是在向達倫與吸血魔的戰爭中，艾拉卻壯烈犧牲了，深愛艾拉的鬼不理傷心欲絕，一直提不起精神，而吸血魔的事情暫且告一段落。另一方面，由於向達倫的吸血鬼審判失敗了，向達倫理應被帶進死亡大廳被樁子剌死，但王子們考慮到各種原因，所以召開評審討論。鬼不理為了達成艾拉的遺願（無論怎樣也不要讓向達倫被判死刑）在王子們面前不斷為向達倫申辯。結果在所有吸血鬼的贊同之下，向達倫成為了在吸血鬼一族當中被認為地位最崇高的吸血鬼王子之一。

## 外部連結
- （繁體中文）吸血鬼王子 （页面存档备份，存于）